# 玉津島砦
玉津島砦（たまつしまとりで）は、和歌山県和歌山市和歌浦にあったとされる砦。

## 概要
- 『紀伊国名所図会』によると、雑賀城の南側の島にあったとされ、当時は紀の川の河口が大きく広がっており、無数の島が形成されていた。その島の一つに玉津島砦があったとされる。玉津島の名が付いているが玉津島神社と関係があるのかは立証されていない。他にも同文献に記載されていながら、立証されていない城や砦がいくつもある（東禅寺山城、上下砦、甲﨑砦等）。
- 1577年（天正5年）、織田信長の紀州攻めの際、要衝の弥勒寺山城を守るべく、雑賀衆の雑賀孫市が築城した。1585年（天正13年）、豊臣秀吉の紀州征伐での雑賀城落城とともに廃城になったと思われる。